# Zhelang, Guangxi
Zhelang (kinesiska: 者浪乡, 者浪) är en socken i Kina. Den ligger i den autonoma regionen Guangxi, i den södra delen av landet, omkring 380 kilometer nordväst om regionhuvudstaden Nanning. Antalet invånare är 16637. Befolkningen består av 8 151 kvinnor och 8 486 män. Barn under 15 år utgör 25,0 %, vuxna 15-64 år 67 %, och äldre över 65 år 6,0 %.
Genomsnittlig årsnederbörd är 1 390 millimeter. Den regnigaste månaden är juni, med i genomsnitt 336 mm nederbörd, och den torraste är februari, med 15 mm nederbörd.